# SC Fürstenfeldbruck
Sportclub Fürstenfeldbruck von 1919 e.V. é uma agremiação esportiva alemã, fundada em 1919, sediada em Fürstenfeldbruck, na Baviera.

## História
O clube foi criado como Fußball Club Fürstenfeldbruck. O departamento de futebol é parte de um todo que também oferece aos seus membros o badminton e tênis de mesa.
O SCF não promoveu impacto no cenário do futebol bávaro até 1970, quando ganhou a promoção para a Landesliga Bayern-Süd (IV). Em sua primeira temporada conquistou novo título e avançou para a Amateurliga Bayern (III). Nas seguintes seis temporadas, o time jogou em bom nível obtendo um quinto lugar em 1972 como seu melhor desempenho. Após o rebaixamento em 1976, o clube passou três temporadas tentando recuperar o seu lugar na Bayernliga, terminando em segundo lugar nas duas primeiras tentativas antes de conquistar a Landesliga em 1980.
Em 1981, fez a sua única aparição na DFB-Pokal, Copa da Alemanha, sendo eliminado na fase de abertura. Também alcançou o seu resultado melhor na liga na temporada 1980-81, terminando em terceiro. O sucesso, porém, foi de curta duração e um ano depois, o time foi rebaixado mais uma vez. Voltando à Bayernliga, em 1985, passou mais três temporadas no mesmo nível. O retrospecto na temporada 1987-1988 foi péssimo. O time ganhou apenas oito pontos em 32 jogos, caindo novamente à Landesliga.
Rebaixado à Bezirksoberliga Oberbayern no ano seguinte, levaria mais quatro temporadas para se recuperar da queda. Voltaria à Landesliga, em 1993, passando mais nove temporadas antes de recuperar seu status na Bayernliga. Promoveu boa campanha até o fatídico ano de 2007, quando um décimo-sétimo lugar o rebaixou à Landesliga Bayern-Süd (V).
Ao fim da temporada 2011-12 se classificou à fase de acesso à Bayernliga recém-expandida e conseguiu voltar a esse nível depois das vitórias sobre o SC Eintracht Freising e SV Pullach.

## Títulos

### League
- Landesliga Bayern-Süd
  - Campeão: (4) 1971, 1980, 1985, 2002
  - Vice-campeão: (2) 1978, 1979
- Bezirksoberliga Oberbayern
  - Vice-campeão: 1993, 2004‡
- Bezirksliga Oberbayern-Nord
  - Campeão: 1970
- Bezirksliga Oberbayern-Süd
  - Campeão: 2003‡

### Indoor
- Bavarian indoor championship
  - Campeão: (2) 1984, 1999

- ‡ Time reserva

## Cronologia recente

### SC Fürstenfeldbruck
| Temporada | Divisão               | Módulo | Posição |
| 1999–2000 | Landesliga Bayern-Süd | V      | 10ª     |
| 2000–01   | Landesliga Bayern-Süd | V      | 8ª      |
| 2001–02   | Landesliga Bayern-Süd | V      | 1ª ↑    |
| 2002–03   | Oberliga Bayern       | IV     | 5ª      |
| 2003–04   | Oberliga Bayern       | IV     | 6ª      |
| 2004–05   | Oberliga Bayern       | IV     | 5ª      |
| 2005–06   | Oberliga Bayern       | IV     | 9ª      |
| 2006–07   | Oberliga Bayern       | IV     | 17ª ↓   |
| 2007–08   | Landesliga Bayern-Süd | V      | 5ª      |
| 2008–09   | Landesliga Bayern-Süd | VI     | 11ª     |
| 2009–10   | Landesliga Bayern-Süd | VI     | 7ª      |
| 2010–11   | Landesliga Bayern-Süd | VI     | 8ª      |
| 2011–12   | Landesliga Bayern-Süd | VI     | 9ª ↑    |
| 2012–13   | Bayernliga Süd        | V      | ª       |

### SC Fürstenfeldbruck II
| Temporada | Divisão                    | Módulo | Posição |
| 1999–2000 | Bezirksliga Oberbayern-Süd | VII    | 3ª      |
| 2000–01   | Bezirksliga Oberbayern-Süd | VII    | 3ª      |
| 2001–02   | Bezirksliga Oberbayern-Süd | VII    | 1ª ↑    |
| 2002–03   | Bezirksoberliga Oberbayern | VI     | 8ª      |
| 2003–04   | Bezirksoberliga Oberbayern | VI     | 2ª ↑    |
| 2004–05   | Landesliga Bayern-Süd      | V      | 18ª ↓   |
| 2005-06   | Bezirksoberliga Oberbayern | VI     | 4ª      |
| 2006–07   | Bezirksoberliga Oberbayern | VI     | 14ª ↓   |
| 2007–08   | Bezirksliga Oberbayern-Süd | VII    | 7ª      |
| 2008–09   | Bezirksliga Oberbayern-Süd | VIII   | 10ª     |
| 2009–10   | Bezirksliga Oberbayern-Süd | VIII   | 13ª     |
| 2010–11   | Bezirksliga Oberbayern-Süd | VIII   | 6ª      |
| 2011–12   | Bezirksliga Oberbayern-Süd | VIII   | 16ª ↓   |
| 2012–13   | Kreisliga                  | VIII   | ª       |

## Retrospecto na Copa da Alemanha
| Temporada | Fase          | Data                 | Mandante               | Adversário          | Resultado |
| 1980-81   | Primeira fase | 30 de agosto de 1980 | Eintracht Braunschweig | SC Fürstenfeldbruck | 4 a 1     |

## Fonte
- Grüne, Hardy (2001). Vereinslexikon. Kassel: AGON Sportverlag ISBN 3-89784-147-9